# Agafia Światosławówna

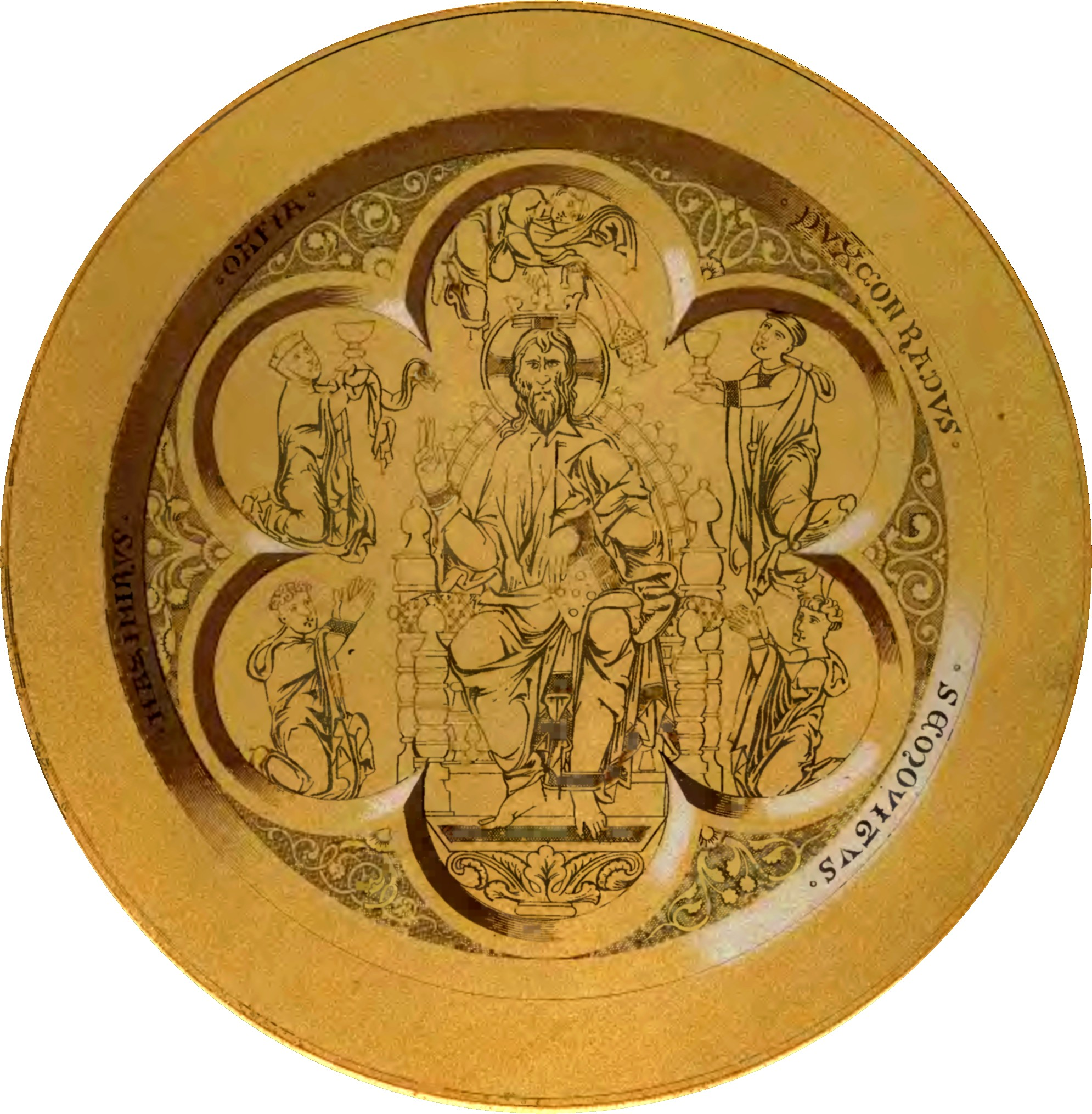
Patena płocka, Agafia u góry po lewej

Agafia, pol. Agata, (ur. między 1190 a 1195, zm. po 2 czerwca 1248) – księżna mazowiecka z dynastii Rurykowiczów, żona księcia Konrada I Mazowieckiego. 

## Życiorys
Była córką Światosława (Adriana) Igorowicza, księcia Nowogrodu Siewierskiego, syna Igora, bohatera eposu pt. Słowo o wyprawie Igora. W 1207 przybyła do Polski i  została żoną księcia mazowieckiego Konrada I z dynastii Piastów.  W związku małżeński z księciem Konradem urodziła dziewięcioro dzieci - pięciu synów i cztery córki. (wg niektórych hipotez Agafia i Konrad I doczekali się aż siedemnaściorga dzieci). Z imienia znani są:
- Bolesław I – książę mazowiecki
- Kazimierz I – książę kujawski, ojciec Leszka Czarnego oraz Władysława Łokietka
- Siemowit I – książę mazowiecki
- Eudoksja – małżonka hrabiego Breny Dytryka I
- Ludmiła – być może norbertanka w Płocku
- Siemomysł
- Salomea – prawdopodobnie klaryska w Skale
- Judyta – małżonka Mieszka II Otyłego, a następnie Henryka III Białego
- Dubrawka – małżonka Wasylka Romanowicza, księcia wołyńskiego
- Mieszko – zmarły we wczesnym dzieciństwie

Kilka lat po przybyciu Agafii do Polski wybuchł gwałtowny spór między jej ojcem a bojarami halickimi, których poparł jej szwagier Leszek Biały. Rycerstwo polskie i węgierskie zdobyło i splądrowało Halicz, a księcia  Światosława oraz jego braci  Romana i Rościsława powieszono. Wojna zakończyła się traktatem spiskim.
Ze względu na ciągłe napady na Mazowsze ze strony sąsiadujących Bałtów, Agafia bardzo popierała zamiar sprowadzenia Zakonu Krzyżackiego. 
W 1239 para książęca została obłożona klątwą kościelną. Ich młodszy syn Kazimierz poślubił Konstancję, córkę Henryka Pobożnego, co stanowiło przymierze polityczne jednoznacznie skierowane przeciw ojcu. Kiedy na płockim dworze dowiedziano się, iż pośrednikiem w rokowaniach był scholastyk i kanonik płocki Jan Czapla, kanclerz Konrada i dawny wychowawca Kazimierza, książę mazowiecki nakazał uwięzienie Czapli. Po śmierci w wyniku tortur (na tzw. „koniu”) jego ciało zostało powieszone w Płocku na widok publiczny. 
Dalszy bieg zdarzeń Jan Długosz relacjonuje następująco: 
„A kiedy zmarł i zdjęto go z pierwszej szubienicy i kilku braci dominikanów wiozło zdjętego do miasta, żeby go pochować, rozwścieczona księżna Agafia, spragniona krwi kapłańskiej, jak druga Jezabel, odebrała go im, kazała złożyć na wóz ciągnięty przez dwa woły i powiesić na nowo, na drugiej przygotowanej umyślnie szubienicy, koło kościoła św. Benedykta nad Wisłą, od strony katedry płockiej, aby był tak odstraszającym jak i haniebnym widowiskiem“.
Wieść o zabójstwie rozeszła się szerokim echem po kraju. Konrad został za nie obłożony przez arcybiskupa gnieźnieńskiego Pełkę klątwą, a cała diecezja interdyktem. W mazowieckich kościołach umilkły dzwony, zaprzestano odprawiania kościelnych pogrzebów, ślubów i mszy św. W obawie o utratę tronu para książęca odbyła pokutę i odkupiła winę nadając archidiecezji gnieźnieńskiej Łowicz.
Wg innej wersji Czapla przypłacił życiem konflikt na tle majątkowym zaistniały między księciem z kapitułą płocką.

## Genealogia
| Igor Światosławowicz ur. 2 IV 1151 zm. 29 XII 1202 | Igor Światosławowicz ur. 2 IV 1151 zm. 29 XII 1202 |                                                     |                                                     | Eufrozyna ur. ? zm. ? | Eufrozyna ur. ? zm. ? |  |  | Ruryk II Wasyl Rościsławowicz ur. ? zm. 1215 | Ruryk II Wasyl Rościsławowicz ur. ? zm. 1215 |                                 |                                 | Anna ur. ? zm. ? | Anna ur. ? zm. ? |
|                                                    |                                                    |                                                     |                                                     |                       |                       |  |  |                                              |                                              |                                 |                                 |                  |                  |
|                                                    |                                                    |                                                     |                                                     |                       |                       |  |  |                                              |                                              |                                 |                                 |                  |                  |
|                                                    |                                                    | Światosław (Andrzej) Igorowicz ur. 1177 zm. IX 1212 | Światosław (Andrzej) Igorowicz ur. 1177 zm. IX 1212 |                       |                       |  |  |                                              |                                              | Jarosława Rurykówna ur. ? zm. ? | Jarosława Rurykówna ur. ? zm. ? |                  |                  |
|                                                    |                                                    |                                                     |                                                     |                       |                       |  |  |                                              |                                              |                                 |                                 |                  |                  |
|                                                    |                                                    |                                                     |                                                     |                       |                       |  |  |                                              |                                              |                                 |                                 |                  |                  |
|                                                    |                                                    |                                                     |                                                     |                       |                       |  |  |                                              |                                              |                                 |                                 |                  |                  |

|                                                         |                                                         | Konrad I mazowiecki ur. 1187–1188 zm. 31 VIII 1247 OO 1207–1210 | Konrad I mazowiecki ur. 1187–1188 zm. 31 VIII 1247 OO 1207–1210 | Agafia Światosławówna (ur. 1190–1195 zm. 2 XI ok. 1252) | Agafia Światosławówna (ur. 1190–1195 zm. 2 XI ok. 1252) |                                               |                                               |                                               |                                               |
|                                                         |                                                         |                                                                 |                                                                 |                                                         |                                                         |                                               |                                               |                                               |                                               |
|                                                         |                                                         |                                                                 |                                                                 |                                                         |                                                         |                                               |                                               |                                               |                                               |
|                                                         |                                                         |                                                                 |                                                                 |                                                         |                                                         |                                               |                                               |                                               |                                               |
| Bolesław I ur. ok. 1210 zm. prawd. 17 IV 1248–7 IV 1249 | Bolesław I ur. ok. 1210 zm. prawd. 17 IV 1248–7 IV 1249 | Kazimierz I ur. 1210–1213 zm. 14 XII 1267                       | Kazimierz I ur. 1210–1213 zm. 14 XII 1267                       | Siemowit I ur. 1213–1216 zm. 24 VI 1262                 | Siemowit I ur. 1213–1216 zm. 24 VI 1262                 | Eudoksja ur. prawd. 1215–1225 zm. po ok. 1240 | Eudoksja ur. prawd. 1215–1225 zm. po ok. 1240 | Ludmiła ur. przed 1225 zm. ?                  | Ludmiła ur. przed 1225 zm. ?                  |
|                                                         |                                                         |                                                                 |                                                                 |                                                         |                                                         |                                               |                                               |                                               |                                               |
| Siemomysł ur. 1216–4 VII 1228 zm. 10 VII–18 IX 1241     | Siemomysł ur. 1216–4 VII 1228 zm. 10 VII–18 IX 1241     | Salomea ur. 1220–1225 zm. być może po 30 VIII 1268              | Salomea ur. 1220–1225 zm. być może po 30 VIII 1268              | Judyta ur. 1222–1227 zm. 4 XII 1257–1263                | Judyta ur. 1222–1227 zm. 4 XII 1257–1263                | Dubrawka ur. ok. 1230 zm. prawd. po 2 X 1265  | Dubrawka ur. ok. 1230 zm. prawd. po 2 X 1265  | Mieszko ur. przed lub 1235 zm. przed lub 1237 | Mieszko ur. przed lub 1235 zm. przed lub 1237 |